# Мисал (Бразилия)
Мисал (порт. Missal) — муниципалитет в Бразилии, входит в штат Парана. Составная часть мезорегиона Запад штата Парана. Входит в экономико-статистический микрорегион Фос-ду-Игуасу. Население составляет 10 478 человек на 2006 год. Занимает площадь 319,510 км². Плотность населения — 32,8 чел./км².
Праздник города — 2 февраля.

## История
Город основан 25 июля 1963 года.

## Статистика
- Валовой внутренний продукт на 2003 год составляет 120 176 384,00 реалов (данные: Бразильский институт географии и статистики).
- Валовой внутренний продукт на душу населения на 2003 год составляет 11 492,43 реалов (данные: Бразильский институт географии и статистики).
- Индекс развития человеческого потенциала на 2000 год составляет 0,790 (данные: Программа развития ООН).